# Da sinistra a destra
Da sinistra a destra (Left to Right) è un racconto di fantascienza di Isaac Asimov pubblicato per la prima volta nel 1987 nel numero di gennaio della rivista Analog Science Fiction and Fact.
Successivamente è stato incluso nell'antologia Gold. La fantascienza allo stato puro (Gold: The Final Science Fiction Collection) del 1995, con la quale è stato tradotto in italiano.

## Trama
Robert L. Forward ha creato un apparecchio che può trasformare in antimateria qualunque cosa gli passi attraverso. Un personaggio che non viene nominato nel racconto suggerisce di fare un esperimento con i protoni, ma Forward replica che ha già provato con quelli e ora vuole provare con se stesso. Segue una discussione sull'argomento con il suo interlocutore ma Forward è ormai deciso, anche se il rischio è che i suoi organi interni possano rovesciarsi dopo il passaggio nell'apparecchio, e procede con l'esperimento fino alla conclusione della storia.